# Jason Eisener
Jason Eisener (...) è un regista, sceneggiatore e montatore canadese.

## Carriera
È conosciuto particolarmente per aver diretto Hobo with a Shotgun, The ABCs of Death (Lettera Y) e il cortometraggio Alien Abduction Slumber Party, episodio del film V/H/S/2.

## Filmografia

### Regista

#### Lungometraggi
- Hobo with a Shotgun, segmento di Grindhouse (2007)
- Hobo with a Shotgun (2011)
- Ometto (Y is for Youngbuck), segmento di  The ABCs of Death (2012)
- Slumber Party Alien Abduction, segmento di V/H/S/2 (2013)
- Kids vs. Aliens (2022)

#### Cortometraggi
- The Teeth Beneath (2005)
- The Pink Velvet Halloween Burlesque Show! (2006)
- Treevenge (2008)
- One Last Dive (2013)

### Sceneggiatore
- The Teeth Beneath (2005) – cortometraggio
- The Pink Velvet Halloween Burlesque Show! (2006) – cortometraggio
- Treevenge (2008) – cortometraggio
- Hobo with a Shotgun (2011)
- Ometto (Y is for Youngbuck), segmento di  The ABCs of Death (2012)
- Slumber Party Alien Abduction, segmento di V/H/S/2 (2013)